# اجتثاث الشيوعية

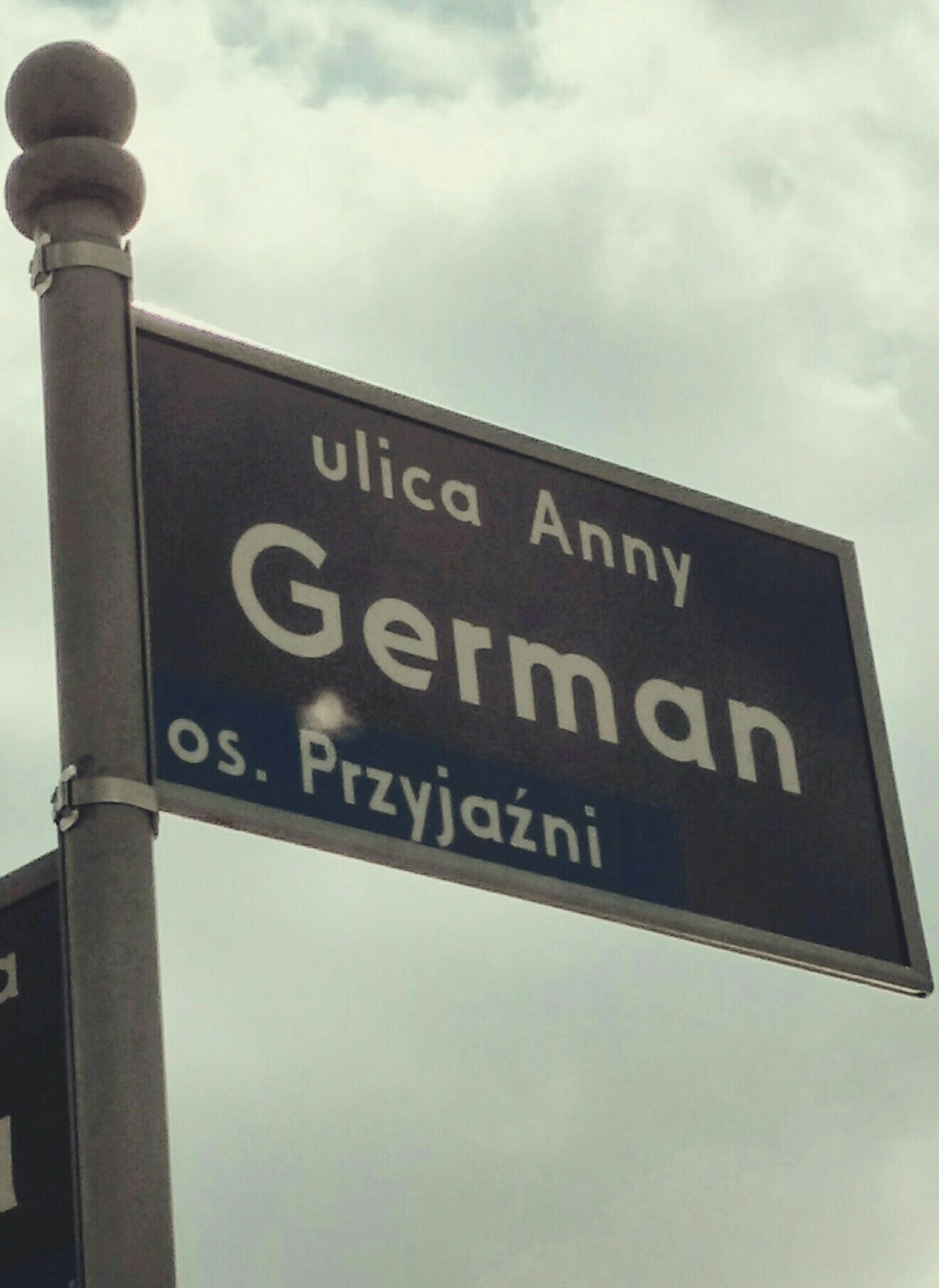
أحد مظاهر اجتثاث الشيوعية هو إعادة تسمية الشوارع. قبل عام 2017 كان شارع آنا حيرمان في بوزنان على اسم جوليان ليزينسكي.

اجتثاث الشيوعية هي عملية تفكيك إرث مؤسسات الدولة الشيوعية وثقافتها وحالتها النفسية في دول ما بعد الشيوعية، كما يشار إليها أحيانًا باسم التطهير السياسي. يطبق المصطلح بشكل أكثر شيوعًا على البلدان السابقة في الكتلة الشرقية ودول ما بعد الاتحاد السوفيتي لوصف عدد من التغييرات القانونية والاجتماعية خلال فترات ما بعد الشيوعية.
في بعض الدول، شمل المصطلح إلغاء الحظر على الرموز الشيوعية، ورغم وجود سمات مشتركة فإن عمليات اجتثاث الشيوعية قد تمت بشكل مختلف في حالات مختلفة.

## منظمات اجتثاث الشيوعية

### المحققون والمدعون
- كمبوديا - الدوائر الاستثنائية في محاكم كمبوديا
- جمهورية التشيك - مكتب التوثيق والتحقيق في جرائم الشيوعية
- سلوفاكيا - معهد الذاكرة الوطنية
- إستونيا - اللجنة الإستونية الدولية للتحقيق في الجرائم ضد الإنسانية
- ألمانيا - المفوض الاتحادي لسجلات شتازي
- المجر - معهد تاريخ الثورة المجرية 1956
- ليتوانيا - المركز الليتواني لبحوث الإبادة الجماعية والمقاومة
- بولندا - معهد التأبين الوطني - لجنة محاكمة الجرائم ضد الأمة البولندية
- رومانيا - معهد التحقيق في الجرائم الشيوعية في رومانيا
- مولدوفا - لجنة دراسة الديكتاتورية الشيوعية في مولدوفا
- أوكرانيا - المعهد الأوكراني للتأبين الوطني

## محاكمة الشيوعيين السابقين
التطهير جاء للإشارة إلى السياسات الحكومية للحد من مشاركة الشيوعيين السابقين، وخصوصًا مخبري الشرطة السرية الشيوعية، في التعيين في المناصب السياسية اللاحقة أو حتى في الخدمة المدنية.

### محاكمة قادة الدولة الشيوعية
- أفغانستان - حكم على محمد نجيب الله بالإعدام وشنق.
- بلغاريا - حُكم على تودور جيفكوف بالسجن لمدة 7 سنوات، لكنه قضى يومًا واحدًا فقط لأنه أطلق سراحه «لأسباب صحية».
- كمبوديا - كانغ كيك إيو هو زعيم الخمير الحمر الوحيد الذي وُجهت إليه تهم، بينما عاش بول بوت وآخرون أحراراً دون توجيه تهم إليهم.
- ألمانيا الشرقية - قُبض على إريش هونيكر، لكن سرعان ما أُطلق سراحه بسبب اعتلال الصحة. أُدين عدة أشخاص، مثل إيغون كرينز.
- إثيوبيا - الحكم على منغستو هيلا مريام بالإعدام غيابياً.
- بولندا - لم يظهر فويتشخ ياروزلسكي في معظم جلسات المحاكمة بسبب سوء الحالة الصحية. توفي في عام 2014.
- رومانيا - حكم على نيكولاي تشوشيسكو بالإعدام وأُعدم.

## النتائج
لم يتم حظر الأحزاب الشيوعية خارج دول البلطيق ولم تتم محاكمة أعضائها. حاولت أماكن قليلة فقط استبعاد حتى أعضاء أجهزة المخابرات الشيوعية من اتخاذ القرارات، وفي عدد من البلدان قام الحزب الشيوعي ببساطة بتغيير اسمه واستمر في العمل.
جادل ستيفن هولمز من جامعة شيكاغو عام 1996 أنه بعد فترة من اجتثاث الشيوعية النشط، قوبلت بالفشل شبه العالمي، فبعد البدء في التطهير أصبح الطلب على كبش فداء منخفضًا نسبيًا، وتم انتخاب الشيوعيين السابقين لشغل مناصب حكومية وإدارية عليا أخرى. يلاحظ هولمز أن الاستثناء الحقيقي الوحيد كان ألمانيا الشرقية السابقة، حيث تم طرد الآلاف من مخبري شتازي السابقين من مواقع عامة.
يشير هولمز إلى أسباب فقدان الاهتمام باجتثاث الشيوعية:
- بعد 45-70 سنة من الشيوعية، كان يوجد أفراد في كل أسرة تقريبًا مرتبطين بالدولة. بعد الرغبة الأولية «لاقتلاع الحمر» جاء إدراك أن العقوبة الجماعية خاطئة وأن العثور على بعض المذنبين هو العدل.
- إلحاحية المشكلات الاقتصادية الحالية لما بعد الشيوعية تجعل جرائم الماضي الشيوعي «أخبارًا قديمة» بالنسبة للعديد من المواطنين.
- يُعتقد أن اجتثاث الشيوعية هي لعبة قوة للنخب.
- صعوبة إزاحة النخبة الاجتماعية تجعلها تتطلب من دولة شمولية حرمان «أعداء الشعب» بسرعة وكفاءة، والرغبة في الحياة الطبيعية تتغلب على الرغبة في العدالة العقابية.
- عدد قليل جدًا من الأشخاص لديهم قائمة نظيفة تمامًا، وهم بذلك متاحون لشغل الوظائف التي تتطلب خبرة كبيرة.